# Michael Polanyi
Michael Polanyi (rođen kao Polányi Mihály) (Budimpešta 11. ožujka 1891. – 22. veljače 1976.) mađarsko-britanski znanstvenik koji je doprinosio u poljima fizikalne kemije, ekonomije, i filozofije.

## Djela
- Polanyi, M (1932) Atomic Reactions Williams and Norgate, London.
- Polanyi, M (1946) Science, Faith, and Society ISBN 0-226-67290-5
- Polanyi, M (1951) The Logic of Liberty ISBN 0-226-67296-4
- Polanyi, M (1964) Personal Knowledge: Towards a Post-Critical Philosophy ISBN 0-226-67288-3
- Polanyi, M (1967) The Tacit Dimension ISBN 0-8446-5999-1 (1983 Doubleday reprint)
- Polanyi, M & Prosch, H (1975) Meaning ISBN 0-226-67294-8

## Poveznice
- Skriveno znanje